# Jimmy Martinetti
Jimmy Martinetti (ur. 5 lipca 1946 w Martigny) – szwajcarski zapaśnik walczący w obu stylach. Dwukrotny olimpijczyk. Odpadł w eliminacjach turniejów w Meksyku 1968 i Monachium 1972. Startował w kategoriach 78–82 kg. 
Dwa razy brał udział w mistrzostwach świata, zajął piąte miejsce w 1967 i czternaste w 1982. Czwarty w mistrzostwach Europy w 1970; piąty w 1973 i szósty w 1968, 1969 i 1972 roku.
- Turniej w Meksyk 1968 – styl klasyczny

Przegrał ze Szwedem Janem Kårströmem i Norwegiem Haraldem Barlie.
- Turniej w Meksyk 1968 – styl wolny

Przegrał z Francuzem Danielem Robinem i Amerykaninem Steve Combsem. 
- Turniej w Monachium 1972 – styl wolny

Wygrał z Argentyńczykiem Jesúsem Blanco i Francuzem André Bouchouleem, a przegrał z Japończykiem Tatsuo Sasaki i Rumunem Vasile Iorga.
- Turniej w Monachium 1972 – styl klasyczny

Przegrał z Rumunem Ionem Gaborem i Jugosłowianinem Milanem Nenadiciem.
Jest wujkiem Davida Martinettiego i  Grégory Martinettiego a bratem Étienne Martinettiego, zapaśników i olimpijczyków.